# Gintarė Petronytė
Gintarė Petronytė (ur. 19 marca 1989 w Poniewieżu) – litewska koszykarka, reprezentantka Litwy, mistrzyni Litwy (2007, 2008, 2009, 2012), Grecji (2010), Polski (2015), Włoch (2021), wicemistrzyni Turcji (2011), zdobywczyni FIBA EuroCup (2010), zdobywczyni tytułu FIBA Europe Young Women’s Player of the Year Award (2008), od 2019 zawodniczka Reyer Venezia.

## Osiągnięcia
Drużynowe
- Mistrzyni:
  - EuroCup (2010, 2018)
  - Grecji (2010)
  - Litwy (2007–2009)
  - Polski (2015)
  - Włoch (2021)
- Wicemistrzyni:
  - Turcji (2011)
  - Litwy (2012)
- Zdobywczyni pucharu:
  - Grecji (2010)
  - Turcji (2011)
  - Polski (2015)

Indywidualne
- Najlepsza młoda zawodniczka roku FIBA Europa (2008)
- Liderka:
  - strzelczyń ligi litewskiej (2012)
  - w zbiórkach ligi litewskiej (2006–2008, 2012)
  - w blokach ligi:
    - Eurocup (2021 – 1,7)[1]
    - litewskiej (2007–2009)
    - tureckiej (2014)

Kadra
- Uczestniczka:
  - mistrzostw Europy:
    - 2007 – 6. miejsce, 2009 – 11. miejsce, 2011 – 7. miejsce, 2013 – 13. miejsce, 2015 – 8. miejsce
    - U–20 (2008 – 8. miejsce, 2009 – 12. miejsce)
    - U–18 (2005 – 7. miejsce, 2006 – 5. miejsce, 2007 – 10. miejsce)
    - U–16 (2005 – 9. miejsce)
    - U–20 dywizji B (2006)
    - U–16 dywizji B (2004)

  - kwalifikacji do Eurobasketu:
    - 2009, 2011, 2013, 2015, 2017
    - U–18 (2004)
- Liderka Eurobasketu w zbiórkach:
  - U–20 (11 – 2009)[2]
  - U–18 (2006, 2007)
  - U–16 (2004, 2005)